# 논산 외성산성
논산 외성산성(論山 外城山城)은 대한민국 충청남도 논산시 부적면 외성리에 있는 산성이다. 1985년 7월 19일 충청남도의 문화재자료 제277호로 지정되었다.

## 개요
논산-대전간 1호 국도변 산등성이에 자리한 산성으로, 해발 118m지점의 산봉우리를 빙 둘러 흙으로 쌓았다.
성의 둘레는 400m이며, 성벽의 높이는 1.5m이고, 문터는 뚜렷하게 남아있지는 않지만, 외성리 마을쪽으로 올라오는 길목 쯤이라고 여겨진다. 백제 토기류가 발견되고 있어 산성을 만든 시기도 이때로 추정해볼 수 있다. 연산면 표정리에 있는 황산성의 외성으로, 서남 방향을 방어할 목적으로 만들어진 듯하다.
양촌면 모촌리, 부적면의 신풍리와 감곡리 및 논산에서 연산으로 통하는 길목의 중요한 위치에 세워진 성이다.

## 참고 자료
- 논산 외성산성 - 국가유산청 국가유산포털